# Valley (Nebraska)
Valley is een plaats (city) in de Amerikaanse staat Nebraska, en valt bestuurlijk gezien onder Douglas County.

## Demografie
Bij de volkstelling in 2000 werd het aantal inwoners vastgesteld op 1788. In 2006 is het aantal inwoners door het United States Census Bureau geschat op 1862, een stijging van 74 (4,1%).

## Geografie
Volgens het United States Census Bureau beslaat de plaats een oppervlakte van 4,0 km², waarvan 3,9 km² land en 0,1 km² water. Valley ligt op ongeveer 348 m boven zeeniveau.

## Plaatsen in de nabije omgeving
De onderstaande figuur toont nabijgelegen plaatsen in een straal van 16 km rond Valley.